# Saxo Bank
Pour les articles homonymes, voir Saxo.
Saxo Bank est une banque d'investissement danoise spécialisée dans l’investissement et le trading en ligne, fondée en 1992. 

## Histoire
Saxo Bank est d'abord un courtier en ligne fondé en 1992 sous le nom de Midas Fondsmæglerselskab par Lars Seier Christensen, Kim Fournais et Marc Hauschildt. Elle s'appelle Saxo Bank depuis qu'elle a obtenu sa licence bancaire en 2001.
Saxo Banque, la filiale française de Saxo Bank, a été lancée en 2008. Sa création résulte de l’acquisition du courtier en ligne français Cambiste.com par Saxo Bank. Historiquement, Saxo Banque est la première[réf. souhaitée] société financière à proposer un service d’exécution d’ordres sur le forex en France. En 2009, Saxo Banque équipe B* Capital et Cortal Consors de sa plateforme de trading en ligne en marque blanche. En 2010, Saxo Banque annonce un partenariat en marque blanche avec Agricote, société de courtage agricole.
En décembre 2018, Saxo Bank annonce l'acquisition de Binckbank, un courtier en ligne néerlandais, pour 424 millions d'euros.

## Activité
Saxo Bank propose des services de trading sur les marchés de capitaux monétaires, d'actions, d'obligations, de futures ou de CFD grâce à sa plate-forme de trading en ligne SaxoTrader. Elle propose également des services de gestion de fortune privée. D'après la banque, environ deux tiers de ses activités proviennent de partenariats avec des banques, des sociétés de bourse, des FCM et des partenaires institutionnels. Saxo Bank ne dispose pas d'agences physiques et n'offre pas de produits bancaires traditionnels. Il s'agit ainsi en quelque sorte d'un courtier en ligne disposant d'une licence bancaire, les fonds des clients étant déposés auprès d'autres banques.

## Communication
Entre 2008 et 2015, elle est le sponsor de l'équipe cycliste Saxo-Tinkoff. D'abord cosponsor la première année avec Computer Sciences Corporation, elle devient le sponsor principal de l'équipe l'année suivante et ce, jusqu'à l'année 2014 où elle redevient d'abord co-sponsor avec Tinkoff. Elle abandonne finalement le sponsoring de l'équipe à la fin de l'année 2015 conséquence notamment du départ de Bjarne Riis de l'encadrement de l'équipe.

## Structure juridique et actionnariat
Selon le site web de Saxo Banque, la structure juridique et financière de l'opérateur de marchés se compose de la façon suivante :
« Saxo Bank est une société privée. Geely Financials Denmark A/S, filiale de Zhejiang Geely Holding Group Co., Ltd, détient 52 % des parts de Saxo Bank. Kim Fournais, fondateur et PDG de Saxo Bank, détient 25,71 % des parts de la banque, tandis que Sampo Plc, groupe nordique leader des services financiers, détient 19,9 % des parts de la société. Les actionnaires minoritaires, notamment des employés présents ou passés de la banque, détiennent les autres parts. »

## Affaires

Siège de Saxo Bank à Hellerup, Danemark

En 2017, l'Autorité de contrôle prudentiel et de résolution (ACPR) a condamné Saxo Banque France à une amende de 900 000 euros assortie d'un blâme, dans une décision du 28 décembre. Le gendarme financier l'accuse de manquements à ses obligations en matière de lutte contre le blanchiment et le financement du terrorisme. L'ACPR a lancé une enquête à la suite d'un contrôle de plusieurs mois effectué en 2014. Elle pointe des lacunes dans la collecte d'informations sur la clientèle, et dans les « dispositifs de suivi et d'analyse des risques ». La filiale française de la société danoise exerce des activités de trading pour les particuliers.